# Colette Crabbe
Colette Crabbe (Luik, 10 oktober 1956) is een Belgische zwemster.

## Carrière
Op 29 september 1974 verbeterde Crabbe in Aken het Belgisch record op de 200 meter schoolslag kortebaan voor vrouwen van Béatrice Mottoulle van 2.45,93 naar 2.43,10. In Gelsenkirchen stelde ze het een half jaar later op 13 april 1975 scherper op 2.42,90. Véronique Brisy zou dit record in september 1976 verbreken.
Ze was lid van de Belgische equipe op de Olympische Zomerspelen 1976 in Montreal. Ze kwam uit in het zwemmen op de 200 m schoolslag en de 400 m wisselslag die ze in de kwalificatierondes aflegde in respectievelijk 2.47,16 en 5.06,87.
Crabbe is nog steeds actief in masterszwemkampioenschappen.
Colette Crabbe is de moeder van Claire Michel, die veertig jaar later op de Olympische Zomerspelen 2016 in Rio de Janeiro voor België uitkwam in de triatlon.

## Belgische kampioenschappen
Langebaan
| Onderdeel        | Jaar                   |
| ---------------- | ---------------------- |
| 400 m vrije slag | 1973                   |
| 100 m schoolslag | 1975                   |
| 200 m schoolslag | 1974, 1975             |
| 400 m wisselslag | 1973, 1974, 1975, 1976 |

## Belgische records

### 100 meter schoolslag
Kortebaan
| Prestatie | Datum             | Plaats |
| --------- | ----------------- | ------ |
| 1.16,9    | 29 september 1974 | Aken   |

### 200 meter schoolslag
Kortebaan
| Prestatie | Datum             | Plaats        |
| --------- | ----------------- | ------------- |
| 2.43,1    | 29 september 1974 | Aken          |
| 2.42,9    | 13 april 1975     | Gelsenkirchen |

### 200 meter wisselslag
Langebaan
| Prestatie | Datum         | Plaats   |
| --------- | ------------- | -------- |
| 2.32,4    | 29 maart 1975 | Londen   |
| 2.31,73   | 17 mei 1975   | Mulhouse |

### 400 meter wisselslag
Langebaan
| Prestatie | Datum             | Plaats     |
| --------- | ----------------- | ---------- |
| 5.10,53   | 2 april 1976      | Long Beach |
| 5.06,87   | 23 september 1976 | Montreal   |